# Jula (Festival)
JULA ist ein internationales Theater- und Musikfestival, das seit 2004 jährlich in München stattfindet.
Das Festival wird vollständig von ehrenamtlichen Mitarbeiter*innen und dem Verein JunOst e.V. organisiert.
Das JULA-Festival verbindet auf einzigartige Weise künstlerische und integrative Aspekte: Es bringt deutsche und internationale Künstler*innen sowie Besucher*innen zusammen, fördert den interkulturellen Austausch und stärkt die Teilhabemöglichkeiten junger Menschen – mit und ohne Migrationshintergrund.

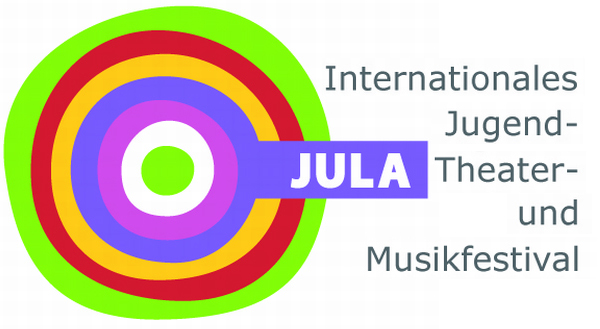
Logo des Festivals

## Die Geschichte
2004 wurde das Festival als Plattform für kleinere Theaterprojekte mit einem osteuropäischen Schwerpunkt ins Leben gerufen. Im Laufe der Jahre ist sowohl die Zahl der Veranstaltungen als auch die Qualität des Festivals kontinuierlich gewachsen.
Vor der COVID-19-Pandemie nahmen renommierte Theatergruppen aus Moskau, Minsk, Kiew, Charkiw und anderen postsowjetischen Städten teil.
In einer veränderten Welt nach der Pandemie und dem russischen Überfall auf die Ukraine konnte auch das Festivalkonzept nicht unverändert bleiben. Das Festival ladet heutzutage deutsch-, russisch- und ukrainischsprachige Künstler*innen aus Mittel- und Westeuropa ein. Kammertheater aus aller Welt, die Geschichten mit visuellen und musikalischen Mitteln erzählen, sind bei dem Festival ebenfalls herzlich willkommen.
Seit November 2024 findet das Festival in den Hallen von „Einstein Kultur“ statt.

## Auszeichnungen
2012 wurde der Kinder- und Jugendverband JunOst, LV Bayern e.V. zusammen mit dem Theater- und Musikfestival JULA im Rahmen einer feierlichen Preisverleihung mit dem Integrationspreis des Bayerischen Jugendrings ausgezeichnet.

## Das Programm
Das Festival besteht aus zwei Hauptteilen – Theater und Musik. An vier Tagen werden Theaterstücke präsentiert. Nach den Vorstellungen soll das Publikum die Möglichkeit haben, mit den Schauspielern und dem Regisseur das gesehene Stück diskutieren. Die Stücke sollen deshalb auch gerade Gespräche über die gesellschaftlichen Probleme oder Erscheinungen in Deutschland und den jeweiligen am Projekt beteiligten Ländern anregen.

## Ziele des JULA-Festivals

### Förderung und Unterstützung der Theater- und Musikgruppen
Das Festival gibt vor allem jungen Theater- und Musikgruppen die Möglichkeit, sich zu präsentieren.

### Erweiterung des kulturellen Angebots in München
Das Festival trägt dem kulturellen Leben in München bei und dient als eine Freizeitmöglichkeit auf hohem Niveau.

### Ort der Begegnung für Menschen mit ähnlichen Interessen
Das Festival bietet seinen Besuchern die Gelegenheit, neue Bekanntschaften zu knüpfen und durch das Interesse am Theater und Musik das Netzwerk aufzubauen.

### Vermittlung zwischen Kulturen
In Form von Theaterstücken vermittelt das Festival zwischen mehreren Kulturen. Den deutschen und nicht deutschen Zuschauern wird der Zugang zu Werten und aktuellen gesellschaftlichen Themen in den Heimatländern der Festivalteilnehmer verschafft.

### Selbstverwirklichung und soziales Engagement für das Organisationsteam
Durch die Mitarbeit am Festival erwerben die Teammitglieder Erfahrungen im Veranstaltungsmanagement sowie wichtige soziale Kompetenzen wie Teamarbeit, Entscheidungs- und Kritikfähigkeit.

## Die Zielgruppe des Festivals
Das Festival orientiert sich an folgenden Besuchergruppen:
- theater- und musikinteressierte Jugendliche und Erwachsene, die der osteuropäischen Kultur näherkommen möchten
- russischsprachige Migranten, die sich nach ihrer Heimatkultur sehnen
- Lernende des Russischen und anderen slawischen Sprachen
- breites Publikum, das sich von der osteuropäischen Theater- und Musikkunst überraschen lässt
- interessierte Öffentlichkeit

## Teilnehmer
- Gerassimow-Institut für Kinematographie
- Russisches Akademisches Jugendtheater
- Studiobühne der Theaterwissenschaft der Ludwig-Maximilians-Universität München

und andere

## Finanzierung
Außer Gagen für Musik- und Theatergruppen übernimmt das Festival als einladende Seite die Transport-, Unterkunfts- und Verpflegungskosten für die Teilnehmer sowie Sachkosten (Miete, Werbung, kleinere Anschaffungen usw.)
Die Erträge aus dem Verkauf von Eintrittskarten decken nur einen kleinen dieser Kosten ab. Deswegen ist das JULA-Festival auf staatliche Förderer und Sponsoren angewiesen.